# Jarre Hong Kong
Hong Kong es el cuarto álbum en vivo de Jean-Michel Jarre, publicado en 1994 por Disques Dreyfus, con licencia para Polydor. Aunque el álbum se llama Hong Kong y tiene imágenes de aquel concierto en su libro, la mayoría de las canciones son de la gira "Europe in Concert"; a excepción de Souvenir of China que es una mezcla especial entre el tocado en "Paris La Defense" en 1990 y el reproducido en Hong Kong. También, Fishing Junks at Sunset fue grabado en los ensayos del concierto de Hong Kong. Fue acompañado en este álbum por el guitarrista francés Patrick Rondat.
La primera versión publicada en 1994 incluye dos CD, pero en 1997 se lanzó una edición remasterizada del álbum en un solo CD. Sin embargo, en esta versión nueva la primera parte de Fishing Junks at Sunset, el tema Hong Kong Hostess y muchos sonidos de ambiente fueron eliminados.

## Lista de temas

### Edición original
CD 1
1. Countdown (1:37) – conteo basado en el final del tema Chronologie, part 8, de Chronologie
2. Chronologie, part 2 (6:37)– de Chronologie
3. Chronologie, part 3 (5:46) – de Chronologie
4. How Old Are You? (1:17)
5. Equinoxe, part 4 (4:46) – de Equinoxe
6. Souvenir of China (4:43) – de The Concerts in China
7. Qu'est-ce-que l'amour? (0:52)
8. Chronologie, part 6 (5:10) – de Chronologie
9. Chronologie, part 8 (4:49) – de Chronologie
10. Where Are You Going? (0:52)
11. Oxygene, part 4 (4:32) – de Oxygene

CD 2
1. Hong Kong Hostess (0:35)
2. Fishing Junks at Sunset, part 1 (6:09) – Tema tributo, de The Concerts in China
3. Fishing Junks at Sunset, part 2 (5:31) – Tema tributo
4. Sale of the Century (1:18)
5. Digi Sequencer (6:07) – Tema nuevo
6. Les Chants Magnetiques, part 2 (6:31) – de Les Chants Magnetiques
7. Band in the Rain (2:26) – version unplugged, de The Concerts in China; originalmente principio de Equinoxe, part 8 de Equinoxe
8. Fourth Rendez-Vous (6:23) – de Rendez-vous
9. Chronologie, part 4 (6:35) – de Chronologie

### Edición Remasterizada
1. Countdown
2. Chronologie, part 2
3. Chronologie, part 3
4. How Old Are You?
5. Equinoxe, part 4
6. Souvenir of China
7. Qu-est-ce-que l'amour?
8. Chronologie, part 6
9. Chronologie, part 8
10. Where Are You Going?
11. Oxygene, part 4
12. Fishing Junks at Sunset – "parte 2" de la edición original.
13. Sale of the Century
14. Digi sequencer
15. Les Chants Magnetiques, part 2
16. Band in the Rain (version unplugged)
17. Fourth Rendez-Vous
18. Chronologie, part 4

- Datos: Q2735819